# Balikun
Balikun là một giống ngựa nhẹ của Trung Quốc, được sử dụng để cưỡi, kéo xe nhẹ, và chở hàng.
Thuộc giống ngựa bản địa của Trung Quốc, nó được ghi nhận về sự đa dạng di truyền tuyệt vời của nó, kết quả của việc nhân giống truyền thống của nó trong một môi trường mở.

## Đặc điểm
Giống ngựa Balikun đứng ở độ cao 14 bàn tay (56 inch, 142 cm) hoặc cao hơn, và màu phổ biến nhất là nâu đỏ hoặc hạt dẻ. Chúng có đầu nặng với đôi tai nhỏ; cổ dày, ngắn và cơ bắp tốt; vai có thể hơi thấp; lưng ngắn, bằng phẳng và rất chắc chắn; mông dốc với đuôi thấp. Vai hơi thẳng nhưng cơ bắp. Loài này có các cơ mạnh mẽ và chân khỏe mạnh với móng tốt. Bộ lông rất mịn và dày, khiến Balikun có thể sống trên đồng cỏ thảo nguyên, ngay cả ở nhiệt độ dưới -40 độ F.

## Lịch sử
Ngựa Balikun đến từ khu tự trị Tân Cương của Trung Quốc, và có nguồn gốc từ ngựa Kazakh và Mông Cổ. Trong quá trình sinh sản và chăn nuôi chọn lọc trong hơn 200 năm, Balikun đã trở thành một giống đặc biệt.

## Ứng dụng
Giống ngựa này rất cứng cáp và thích nghi tốt với môi trường sống của nó, vốn thường khắc nghiệt. Balikun được sử dụng rộng rãi trong khu vực để vận chuyển, nhưng cũng được sử dụng như một ngựa cưỡi và ngựa kéo. Giống Balikun có thể dễ dàng mang theo một gói có trọng lượng 220 pound và đi đến năm mươi dặm trong một ngày. Nó được coi là giống bản địa ở Trung Quốc.